# Amoreirinha
Eurípedes Daniel Adão Amoreirinha est un footballeur portugais né le 5 août 1984 à Vila Franca de Xira. Il évolue au poste de défenseur.

## Biographie
Formé au Benfica Lisbonne puis au FC Alverca, Amoreirinha joue par la suite principalement en faveur de l'Estrela da Amadora et de l'Académica.
Amoreirinha reçoit 12 sélections en équipe du Portugal des moins de 21 ans et participe à l'Euro espoirs 2007 avec cette équipe.
Il est sacré Champion de Roumanie en 2008 avec le CFR Cluj, en ne jouant pourtant que 2 matchs en championnat avec ce club.

## Palmarès
- Champion de Roumanie en 2008 avec le CFR 1907 Cluj